# Santa Maria di Bonu Ighinu

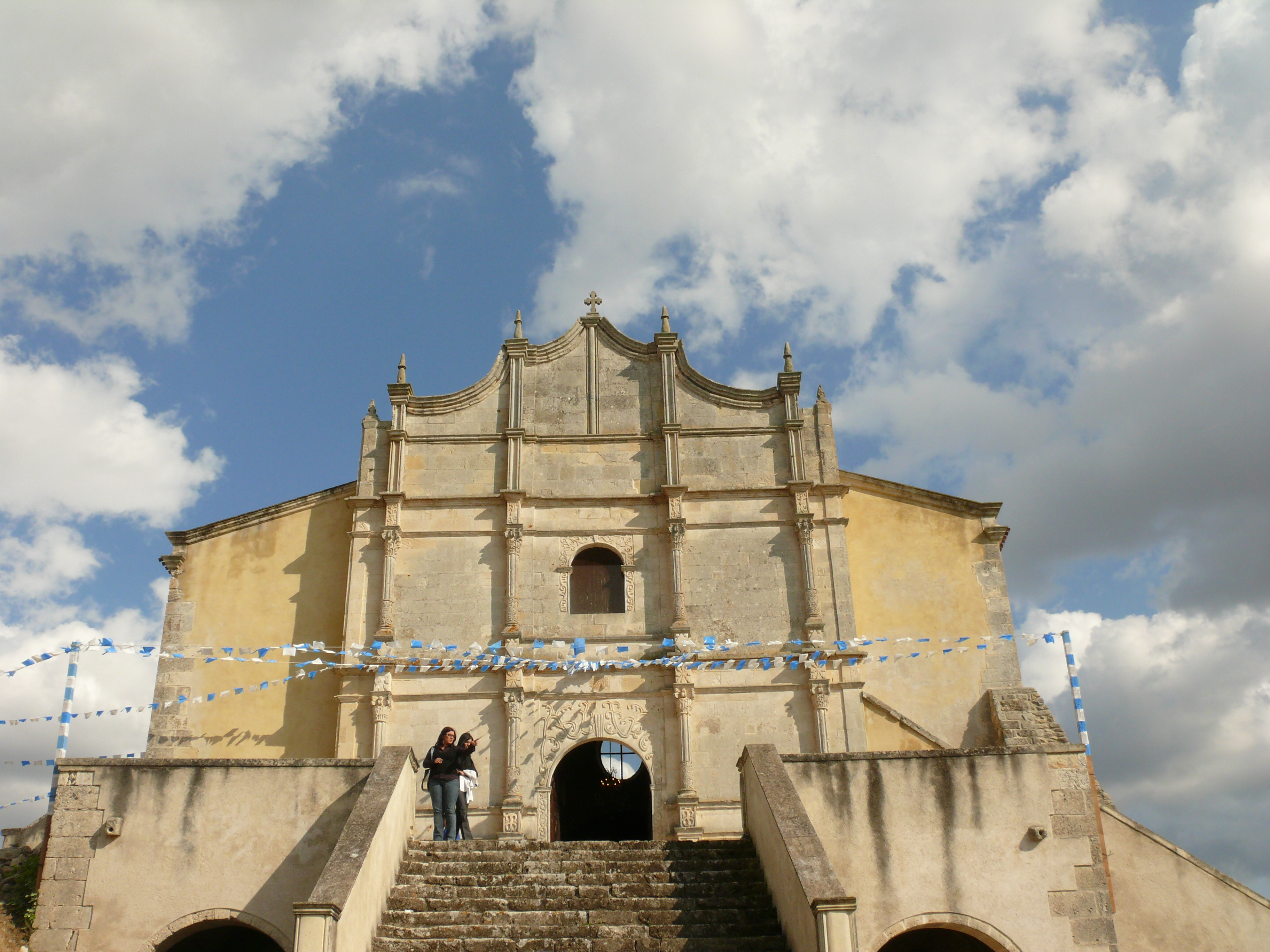
Santa Maria di Bonu Ighinu

Die Landkirche Santa Maria di Bonu Ighinu (ital.: Santuario di Nostra Signora di Bonu Ighinu) liegt in der Senke von Bonu Ighinu, die sich nördlich der kleinen Landgemeinde Mara, östlich der Straße nach Monteleone Rocca Doria, in der Metropolitanstadt Sassari auf Sardinien öffnet.
Santa Maria di Bonu Ighinu steht einsam an einem Berg auf einer erhöhten Geländestufe. Sie gehörte vor der Gründung von Mara (vorindogermanisches Wort für Sumpf) zum mittelalterlichen Dörfchen Pauli (sardisches Wort für Sumpf). Die Fassade von 1797 ist eines der erstaunlichen Zeugnisse spätsardischer Baukunst. Die Baustile wurden hier mit einer holzschnittartigen Steinbearbeitung, zu einem eigenständigen antikatalanischen Dekorationsstil vermengt. Einzigartig ist die Interpretation von Rokokomotiven in der von Spitzen gekrönten Giebellinie, die fernöstlich anmutet und der Kirche den volkstümlichen Namen Nostra Signora di Bombey gab.
Das Hauptschiff ist fast vollständig mit Votivtafeln drapiert. Es wird von einem großen Tonnengewölbe mit Gurtbögen überspannt. Zwischen den Strebepfeilern liegen jedoch keine Seitenkapellen, sondern von außen zugängliche Pilgerwohnungen. Das Ensemble besteht aus dem kleinen Vorplatz, der Freitreppe und den umliegenden Pilgerwohnungen.
Die Höhlen, denen der Flurname guter Nachbar (sard. bonu ighinu) seinen Namen in der Vorgeschichtsforschung (Bono-Ighinu-Kultur) verdankt, liegen etwa einen Kilometer östlich der Kirche.
In dem Dörferdreieck Mara – Padria – Pozzomaggiore sind einige Kirchen bemerkenswert. Sant’Agostino (von 1790) in Pozzomaggiore, deren Giebel an San Sebastiano in Sorradile erinnert, wurde vermutlich von denselben Meistern errichtet wie die Kirche von Bonu Ighinu. Die Pfarrkirche San Giorgio (von 1570) im gleichen Ort und die Pfarrkirche Santa Giulia in Padria (von 1520) wurden dagegen nach dem Grundschema der sardisch-katalanischen Kirchen im Norden Sardiniens erbaut.